# Gottfried Weilenmann
Gottfried Weilenmann (ur. 29 marca 1920 w Amriswil, zm. 14 listopada 2018 w Lugano) – szwajcarski kolarz szosowy, srebrny medalista mistrzostw świata.

## Kariera
Największy sukces w karierze Gottfried Weilenmann osiągnął w 1952 roku, kiedy zdobył srebrny medal w wyścigu ze startu wspólnego podczas mistrzostw świata w Luksemburgu. W zawodach tych wyprzedził go jedynie Heinz Müller z RFN, a trzecie miejsce zajął jego rodak Ludwig Hörmann. Na rozgrywanych trzy lata wcześniej mistrzostwach świata w Kopenhadze był trzynasty w tej samej konkurencji. Ponadto był między innymi pierwszy w Mistrzostwach Zurychu amatorów w 1944 roku, drugi w À travers Lausanne i Circuito del Norte w 1945 roku, drugi w Volta Ciclista a Catalunya i Grand Prix de Lugano w 1946 roku oraz pierwszy w Tour de Suisse, drugi w Berner Rundfahrt i trzeci w Mistrzostwach Zurychu w 1949 roku. Nigdy nie wystąpił na igrzyskach olimpijskich. Jako zawodowiec startował w latach 1945–1952.